# 中国共产党天津市纪律检查委员会
中国共产党天津市纪律检查委员会和天津市监察委员会合署办公，履行中共的纪律检查和政府行政监察两种职能，对天津市委负责。

## 组成人员
第十二届市纪委（2022年6月至今）
- 书记：陈辐宽 -> 王庭凯
- 副书记：安长海（回族）、薛广庆、周承光、高震

## 内设机构
市纪委机关（市监察局）设16职能厅室：办公厅（与监察综合室合署办公）、研究室、法规室、宣传教育室、干部室、执法监察室、党风廉政建设室、纠正部门和行业不正之风室（市政府纠正部门和行业不正之风办公室）、信访室（市政府监察举报中心）、纪检监察一室、纪检监察二室、纪检监察三室、纪检监察四室、案件审理室、效能监察室、申诉复查室。